# Narusa
Narusa [naˈrusa] (tiếng Đức: Narz)  là một ngôi làng ở quận hành chính của Gmina Frombork, trong huyện Braniewski, Warmińsko-Mazurskie, ở miền bắc Ba Lan. Nó nằm khoảng 3 kilômét (2 mi) phía tây nam Frombork, 13 km (8 mi)     về phía tây nam của Braniewo và 82 km (51 mi) phía tây bắc của thủ đô khu vực Olsztyn.
Làng có dân số 95 người.